# Q'HEY
Q'HEY（きゅうへい、1966年11月12日 - ）は日本のテクノミュージシャン、DJ。石川県出身。本名 久平正也（きゅうへいまさや）。

## 経歴
1989年よりDJ活動を開始。下北沢ZooでレギュラーDJとして活動した後、青山に開店したクラブManiac Loveでプレイするようになる。
1995年1月、新宿に開店したManiac Loveの姉妹店Automatixに拠点を移し、自身がオーガナイズするマンスリーパーティー「Moon Age」をスタート。レジデントDJはQ'HEY自身とDJ Shufflemasterとしてその名を世界に知られることとなる金森達也の2人。
翌1996年7月には当局の指導によりAutomatixは閉店となるが、Moon Ageは開催地を新宿「LIQUIDROOM」へと移した。
その頃台湾のクラブシーンとの密接な関係を築き、台湾でのテクノシーンの発展に寄与するための集団「Blue Moon Productions」を結成。台北でもMoon Ageを開催し、当時の現地におけるテクノイベントとしては過去最高の4,000人超の集客を収めた。
またレーベル「Moon Age Recordings」をスタートさせ、1997年に最初の12インチシングル「In The Edge of No Control EP」をリリース。
1998年に入るとManiac Loveからマンスリーイベント開催のオファーを受け、新パーティー「REBOOT」をスタート。アンダーグラウンドでハードなテクノをプレイするレギュラーイベントがほとんど無かった状況の中、REBOOTはスタートと同時にManiac Loveで最大の集客を誇るパーティーとなり、全国的にもその名を知られるようになった。
当初のレジデントDJはQ'HEY、ENO、MAYURI、TAKAMIの4人だったが、1999年にはENOが抜け、KANAが参加。この頃から野外レイブにも参加していた(RAINBOW2000・KAWASAKI Halloween等) 2008年にKANAが脱退。現在はQ'HEY、MAYURI、TAKAMI、KOMATSUの4人となっている。
2005年末にManiac Loveが閉店となると、REBOOTは2006年の1年間は青山のライブハウス「月見ル君想フ」で開催され、2007年には代官山「Air」へと移動。2009年3月を最後にAirを離れ、同年7月からは渋谷のクラブ「amate-raxi」へ、2010年3月からは西麻布SPACE LAB YELLOW跡地にオープンした「eleven」へと移動した後、2013年のeleven閉店を受け、同年8月からは再び代官山「Air」での開催となった。Airは「Sankeys TYO」と改称しREBOOTを継続開催していたものの、2017年に閉店。以降は「Contact Tokyo」や「Sound Museum Vision」等で開催を続けている。
パーティーMoon Ageは新木場のSTUDIO COASTでのクラブイベント「ageHa」において不定期で開催されている。
また、beatmaniaIIDX 11 IIDXREDやルミネスII等のゲームにも楽曲を提供を行い、Child of EdenではGenki Rocketsによる「Star Line」と「Maker」のリミックスを担当している。
2012年から現在に至るまで、インターネットラジオ曲「block.fm」の番組「radio REBOOT」のパーソナリティを担当。
2013年にはフルアルバム「CORE」をリリースした。

## ディスコグラフィー
- Electric Eye On Me（2006年）
- Planetary Alliance (Q'HEY + SHIN名義) (2007年）
- CORE (2013年）

## ミックスCD
- 俺の空（1997年）
- Maniac Love '98 The Five Year Anniversary（1998年）
- Sound Republic（2001年）
- Reboot #001（2002年）
- NYSO Vol.1 - DJ Q'hey（2004年）
- Freeze - Live at Final Reboot Maniac Love（2006年）